# ناتالیا مارچانکا
ناتالیا مارچانکا (انگلیسی: Natallia Marchanka؛ زادهٔ ۱۹ مهٔ ۱۹۷۹) بازیکن بسکتبال اهل بلاروس بود. وی در بازی‌های المپیک تابستانی ۲۰۰۸ شرکت کرده‌است.